# Sundus Abbas
Sundus Abbas är en irakisk kvinnorättsaktivist och akademiker.
I sitt arbete med Iraqi Women's Leadership Institute i Baghdad arbetar Abbas med att öka kvinnors möjligheter att påverka landets politik, uppbyggnaden av rättssystemet och fredsarbetet.
2007 tilldelades Abbas International Women of Courage Award.
Abbas bevakar arbetet med kvinnors rättigheter i Irak och skriver texter via UNDP som behandlar våld i nära relationer och kvinnors möjligheter till företagande i Irak.